# Divizia 7 SS „Prinz Eugen”
Divizia a 7-a Voluntari SS de Vânători de Munte „Prinz Eugen” (7. SS-Freiwilligen Gebirgs-Division "Prinz Eugen"), numită inițial Divizia de Voluntari SS Prinz Eugen (SS-Freiwilligen-Division „Prinz Eugen”), a fost o divizie de vânători de munte a Waffen-SS, o ramură armată a Partidului Nazist German care a servit alături, dar nu a făcut parte oficial din Wehrmacht în timpul celui de-Al Doilea Război Mondial. La procesele postbelice de la Nürnberg, Waffen-SS a fost declarată organizație criminală datorită implicării sale majore în crime de război și crime împotriva umanității. Din 1942 până în 1945, divizia a luptat o campanie de contrainsurgență împotriva forțelor de rezistență iugoslave partizane conduse de comuniști din Iugoslavia ocupată. A fost formată în 1941 atât din germanii Reich, cât și din Volksdeutsche – voluntari de etnie germană și recruți din Banat, Statul Independent Croația, Ungaria și România. Divizia s-a predat la 11 mai 1945 forțelor partizane iugoslave.

## Istorie

### 1941
După invazia, ocuparea și dezmembrarea Regatului Iugoslaviei de către puterile Axei la 6 aprilie 1941, Wehrmacht-ul a plasat Serbia propriu-zisă, partea de nord a Kosovo (în jurul Kosovska Mitrovica) și Banatul sub un guvern militar. Divizia a fost înființată la sfârșitul anului 1941, în urma invaziei, inițial din Selbstschutz, etnici germani vorbitori de șvabă dunărenă, în zona autonomă a Banatului, pe teritoriul Comandantului Militar din Serbia. Unitatea a primit titlul de Prinz Eugen după Prințul Eugen de Savoia, un lider militar remarcabil al Imperiului Habsburgic, care a eliberat Banatul și Belgradul de Imperiul Otoman în Războiul austro-turc din 1716-1718. O figură cheie în organizarea diviziei a fost liderul superior al SS și al poliției din Serbia, SS-Obergruppenführer und Generalleutnant der Polizei (general de poliție) August Meyszner.
După graba inițială a Volksdeutsche de a se alătura, înrolările voluntare s-au redus, iar noua formație nu a atins dimensiunea diviziei. Prin urmare, în august 1941, SS-ul a renunțat la abordarea voluntară și, după o hotărâre favorabilă a tribunalului SS din Belgrad, a impus o obligație militară obligatorie tuturor celor care făceau parte din Volksdeutsche-ul din Banat, prima de acest fel pentru non- Reichsdeutsche.
Unul dintre motivele recrutării forțate a etnicilor germani a fost numărul dezamăgitor de scăzut de voluntari pentru divizie după recrutările inițiale (nu mai mult de 5.000). În timp ce divizia a rămas „voluntară” în nume, puțini dintre etnicii germani înrolați au căutat în mod activ să intre în unitate. Reichsführer SS Himmler anunțase că dorințele Volksdeutsche sunt irelevante, în timp ce șeful de recrutare SS Gottlob Berger a remarcat, în legătură cu germanii din Balcani: „ kein Mensch [kümmert] [sich ja] darum, was wir unten mit unseren Volksdeutschen tun ” („nu-i pasă nimănui ce facem cu etnicii noștri germani din sud”).
Etnicii germani din Balcani erau, prin urmare, neputincioși și nu se puteau opune recrutării în SS. Lipsa dorinței etnicilor germani de a servi în unitate este ilustrată de o revoltă a 173 de germani croați ai diviziei, în 1943, în Bosnia, când se pare că bărbații cu ascendență mixtă nu vorbeau germană și, ca urmare, au fost maltratați de superiorii lor. Mulți dintre acești bărbați au preferat serviciul în Garda Internă croată dintr-o varietate de motive; Himmler a intervenit personal în problemă.

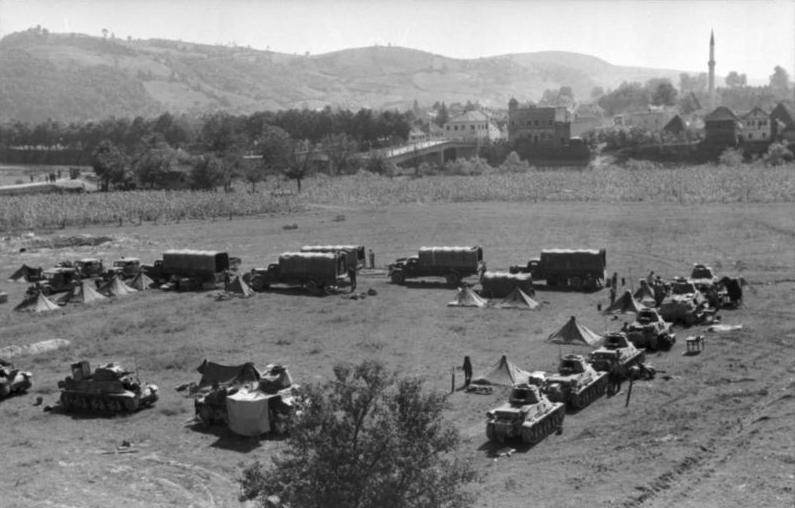
Vehicule ale Batalionului 7 Tancuri Prinz Eugen (inclusiv tancurile SOMUA S35 și Hotchkiss H39) luând poziții defensive la marginea unui oraș bosniac în 1941

În 1942, unitatea din Pančevo a fost declarată divizie de vânători de munte. Trupele sale au primit o cantitate semnificativă de arme germane non-standard folosind și echipamente capturate, cum ar fi mitraliere cehoslovace precum ZB-53 și tancuri ușoare franceze. Au fost dotați cu artilerie de munte de fabricație germană excelentă, cum ar fi obuzierul Gebirgshaubitze 40 de 10,5 cm și tunul de munte Gebirgsgeschütz 36 de 7,5 cm. Când a fost formată divizia, a fost repartizată Balcanilor ca divizie de vânători de munte anti-partizană.

### 1942
În octombrie 1942, divizia a condus o ofensivă anti-gherilă germano-bulgară, denumită Operațiunea Kopaonik, împotriva cetnicilor din munții Kopaonik, Goč și Jastrebac din Serbia. Operațiunea a avut ca scop distrugerea Corpului Rasina al Armatei Iugoslave din Patrie, comandat de maiorul Dragutin Keserović, al cărui cartier general era situat în satul Kriva Reka.
La începutul lunii octombrie 1942, divizia a fost desfășurată în sud-vestul Serbiei, în Kraljevo, Užice, Ivanjica, Čačak, Raška, Kosovska Mitrovica și Novi Pazar. La 5 octombrie 1942, comandantul diviziei, Artur Phleps, a ordonat forțelor germane și bulgare să distrugă inamicul. A fost planificat un atac cuprinzător: 20.000 de trupe bine înarmate și complet antrenate aveau să încercuiască cele 1.500 de gherile sârbe din patru direcții. Datorită importanței percepute a acestei operațiuni și pentru a observa primele operațiuni militare ale diviziei SS nou înființate, Himmler însuși a călătorit la Kraljevo în zona de ocupație germană; Himmler a fost în Kraljevo între 15 și 18 octombrie 1942 și a făcut un tur al diviziei. Forțele germane și bulgare și-au început atacul asupra teritoriului cetnic în zorii zilei de 12 octombrie 1942, acționând din patru direcții. Cu toate acestea, Keserović a ordonat unităților sale să se regrupeze în echipe mai mici pentru o manevră și o pătrundere ușoară, iar Corpul Rasina a reușit să scape din încercuirea forțelor Axei.
Prima acțiune majoră a diviziei s-a încheiat astfel cu un eșec, deoarece germanii și bulgarii au eliberat teritoriul care nu mai avea cetnici (și în acest proces au comis crime de război împotriva populației civile sârbe), totuși cetnicii s-au retrăgându-se cu succes dincolo de raza forțelor de ocupație. Prinz Eugen a fost implicat în continuare în activități de contra-insurgență la granița sârbo-muntenegreană, în munții de la est de râul Ibar. 

### 1943
Ulterior, divizia a luat parte la a patra ofensivă anti-partizană (Operațiunea Weiss) în zona Zagreb - Karlovac din Croația. Acolo, împreună cu forțele italiene, germanii au încercat să-i învingă pe partizanii iugoslavi comandați de Josip Broz Tito, dar operațiunea a eșuat, deoarece majoritatea partizanilor au reușit să evite atacul principal. În operațiunea Weiss I, divizia a avansat din zona Karlovac împotriva rezistenței Armatei Naționale de Eliberare Iugoslavă (NOVJ) și la 29 ianuarie a capturat capitala informală a partizanilor, Bihać. În operațiunea Weiss II, aceasta și-a forțat calea din vestul Bosniei către zona Mostar din Herțegovina și, de asemenea, a desfășurat unități în nord-vestul orașului Sarajevo.

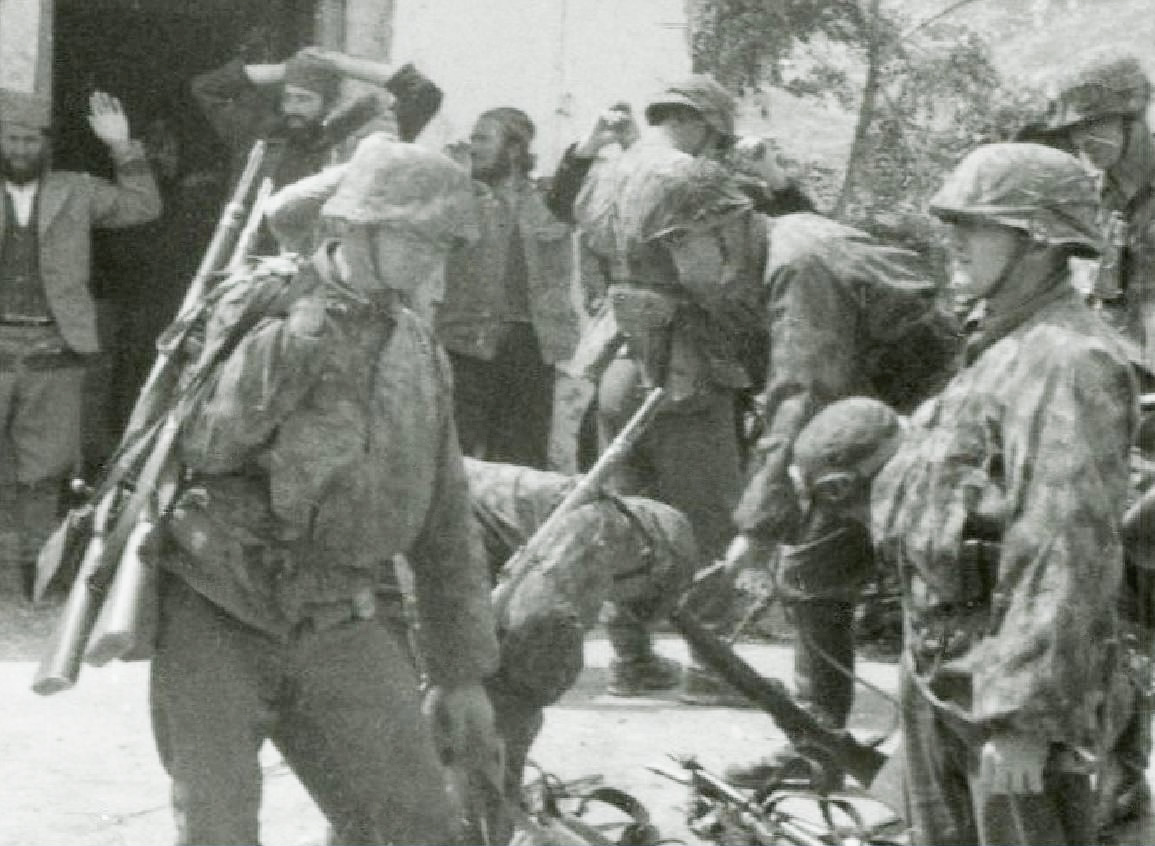
Soldați Prinz Eugen care dezarmând Detașamentul Chetnik Lim-Sandžak înainte de Operațiunea Schwarz, mai 1943

Între 15 mai și 15 iunie, Prinz Eugen a luat parte la A cincea ofensivă anti-partizană ulterioară (Operațiunea Schwarz), care urmărea să încercuiască forța principală a lui Tito, formată din aproximativ 20.000 de partizani, în zona muntelui Zelengora, în sud-estul Bosniei. În timpul bătăliei, divizia a primit sarcina de a trece prin zona de ocupație italiană pentru a bloca posibila înaintare a partizanilor către Marea Adriatică și Albania ocupată de italieni, pentru a închide partea de sud-est a încercuirii și apoi a înainta spre nord, peste terenul muntos, pentru a zdrobi forțele partizane. În luptele care au durat unsprezece zile, începând cu 20 mai, divizia a capturat Šavnik. Pentru acest succes, Sturmbannführer Dietsche, precum și comandantul Phleps au primit ambii primele două Cruci de Cavaler pentru divizie. În zilele următoare, punctul focal al bătăliei s-a deplasat spre vest. După ce grupul principal de partizani condus de Divizia 1 Proletariană a rupt încercuirea, două batalioane ale diviziei, care au fost mutate pentru a acoperi malul stâng al râului Sutjeska și a bloca calea de scăpare a partizanilor, au fost surprinse de atacul a trei batalioane ale Brigăzii 1 Dalmată de Grevă NOVJ și unul din Brigada a 5-a Muntenegreană la Tjentište, împingându-i înapoi. Ei și-au recuperat pozițiile în timpul unei bătălii de noapte și au învins unitățile partizane. În operațiunea Schwarz, divizia a suferit pierderi totale de 613 oameni.

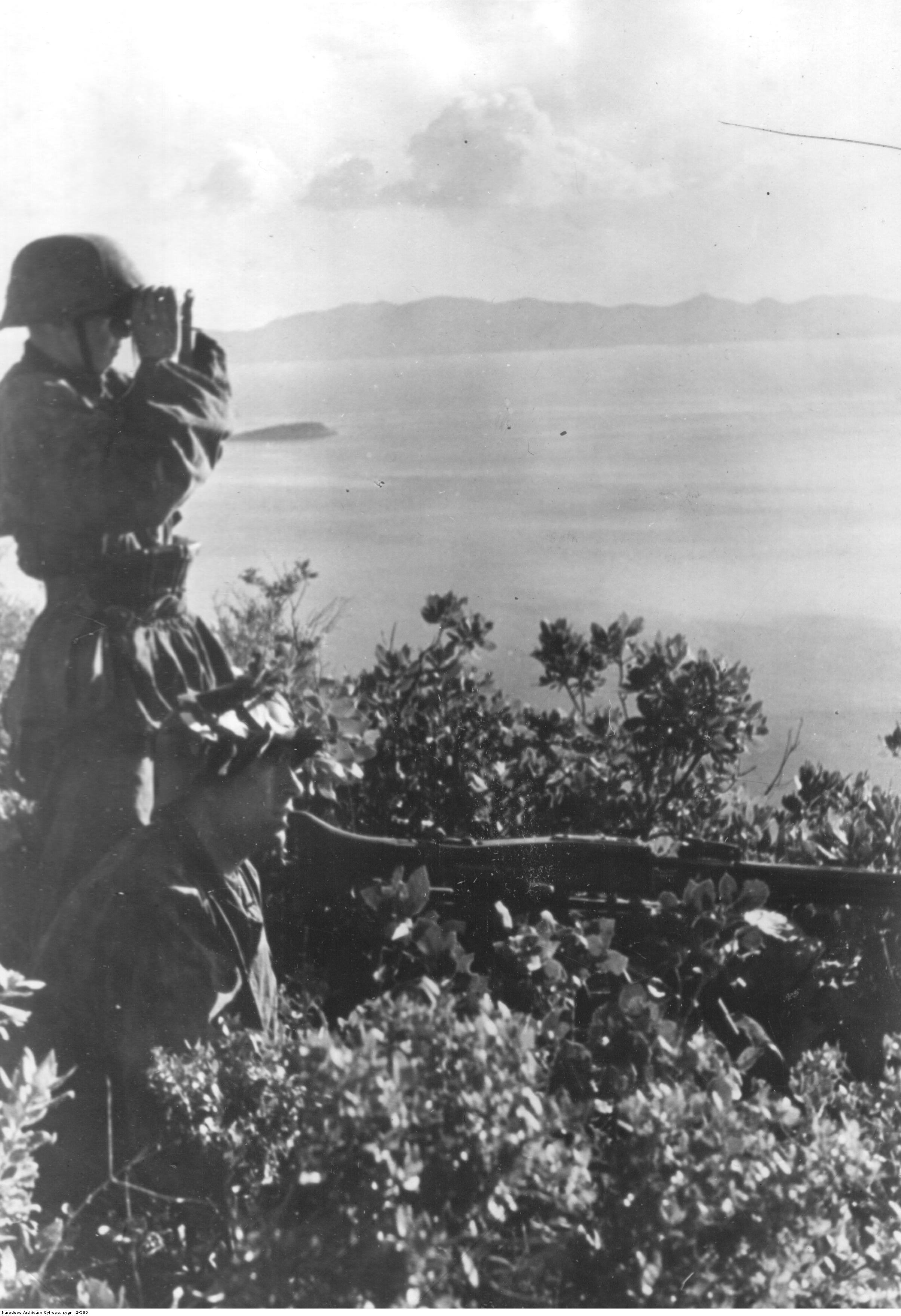
Poziție MG 42 a Prinz Eugen pe coasta Dalmației, 1943

În august 1943, divizia a devenit parte a Corpului XV de Munte și a fost trimisă pe coasta Dalmației, pentru a dezarma forțele locale italiene în septembrie 1943, după ce guvernul italian s-a predat Aliaților. Prin exploatarea capitulării italiene, forțele lui Tito au reușit să preia controlul pe cea mai mare parte a coastei dalmate. În luptă de șaisprezece zile, divizia a împins unitățile NOVJ și pe 29 septembrie a reocupat Split, forțând italienii rezistenți să se predea. În octombrie, divizia a participat la Operațiunea Landsturm, o altă operațiune anti-partizană în Omiš, Ploče și Biokovo. În luptele pentru coasta Split și Biokovo, Prinz Eugen a suferit pierderi de 1.582 de morți, răniți și dispăruți în acțiune. 
Divizia a fost reorganizată la 22 octombrie 1943 și a fost redenumită Divizia a 7-a Voluntari SS de Vânători de Munte „Prinz Eugen”. În noiembrie, unitatea a fost atașată Corpului al V-lea SS Vânători de Munte și a luat parte la operațiunile anti-partizane Kugelblitz și Schneesturm din Dalmația în cursul lunii următoare.

### 1944
În ianuarie 1944, divizia a fost implicată în mai multe acțiuni anti-partizane în Operațiunea Waldrausch. Apoi a luat parte la cea de-A șaptea ofensivă anti-partizană (Operațiunea Rösselsprung), care a început la 25 mai 1944. Această operațiune avea sarcina de a-l ucide sau captura pe Tito, iar operațiunea a fost condusă de cel de-Al 500-lea Batalion de Parașutiști <i id="mwzw">SS</i> și susținută de Regimentul Brandenburg. În acest interval de timp, multe alte grupuri etnice s-au alăturat diviziei, cum ar fi etnicii croați, etnicii maghiari și peste 1.000 de etnici sârbi care s-au oferit voluntari pentru divizie la biroul generalului Artur Phleps, majoritatea fiind motivați fie ideologic, fie în alt mod să lupte împotriva partizanilor.
În mai, iunie și iulie, Prinz Eugen a văzut acțiuni suplimentare în Operațiunile Freie Jagd, Operațiunea Rose și Operațiunea Feuerwehr. Între 12 și 30 august, divizia a fost angajată în Operațiunea Rübezahl, menită să prevină ofensiva forțelor NOVJ din Muntenegru în vestul Serbiei.
În septembrie, Armata Roșie sovietică înaintase în Balcani, iar divizia a suferit pierderi grele în luptele defensive împotriva forțelor combinate bulgare, sovietice și NOVJ din regiunea Niș. Pe 21 septembrie, se credea că Obergruppenführer Phleps - primul comandant al diviziei - a fost ucis pe drumul din Muntenegru către Transilvania. Următoarea acțiune a diviziei a fost apărarea capului de pod Kraljevo împotriva ofensivei de la Belgrad condusă de sovietici, ca parte a Corpului XXXIV de armată (Corpul de Armată Müller). Această apărare a fost esențială pentru succesul eforturilor Grupului de Armate E de a deschide un coridor care să permită retragerea a 350.000 de soldați germani din Grecia și Marea Egee.

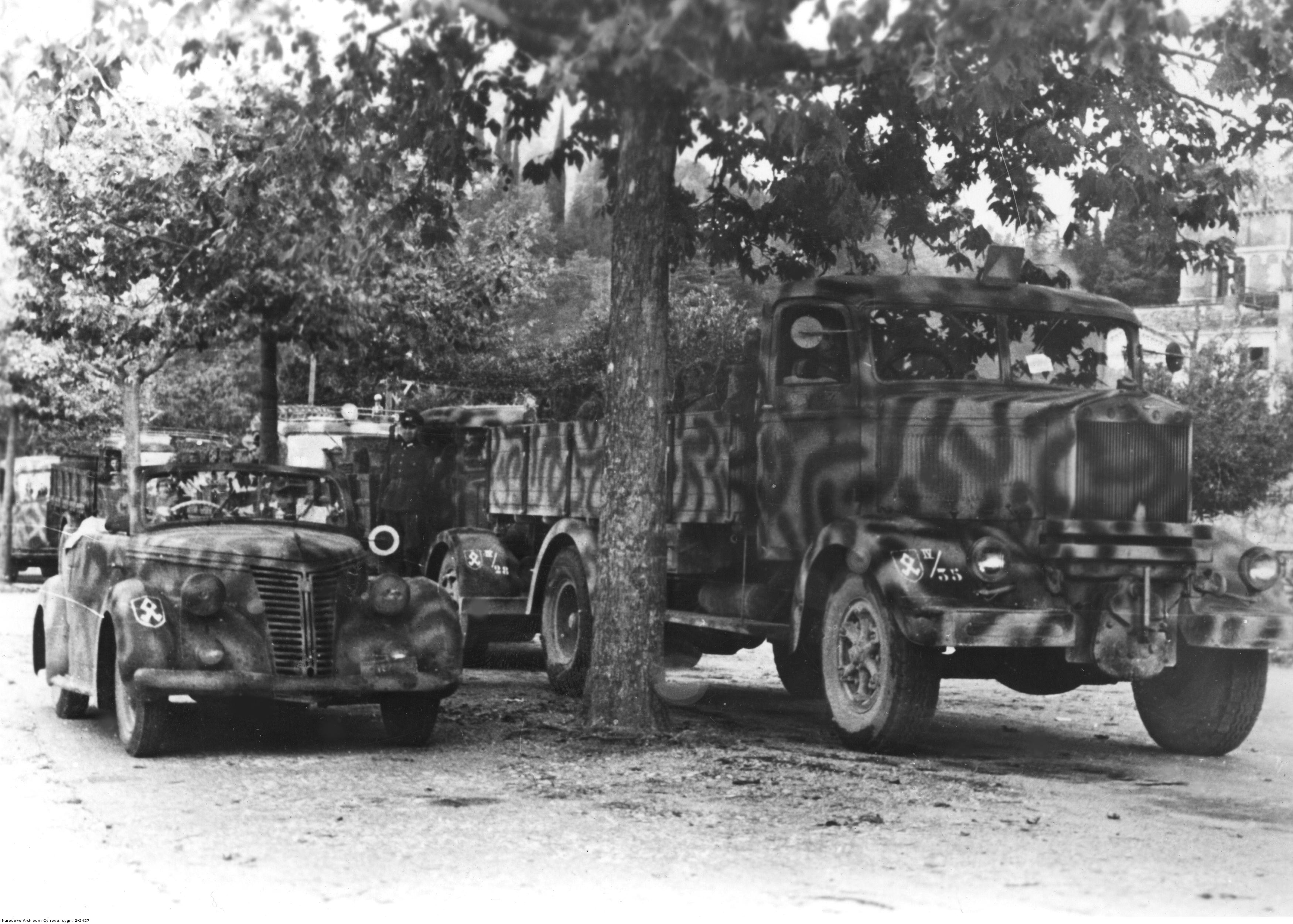
Vehicule ale Diviziei SS 'Prinz Eugen' (1944)

La începutul lunii noiembrie, Divizia 21 Waffen Vânători de Munte a SS Skanderbeg a fost desființată, în urma demoralizării pe scară largă și a dezertărilor în masă în rândurile sale. Era nominal etnică albaneză, dar în realitate avea personal mai ales din germani Reichsdeutsche și Volksdeutsche, inclusiv foști recruți din Kriegsmarine. Rămășițele sale au fost încorporate în Regimentul 14 Prinz Eugen, care a primit titlul de onoare Skanderbeg.

### 1945
În ianuarie 1945, divizia a fost în acțiune împotriva partizanilor iugoslavi la Otok și Vukovar în Croația. În februarie, a luat parte la Operațiunea Wehrwolf împotriva unui cap de pod iugoslav din zona Virovitica.
Retragerea din Bosnia către Austria a continuat pe măsură ce Prinz Eugen s-a retras prin Croația în aprilie 1945. Pe 10 mai, divizia s-a mutat spre Celje în Slovenia. Acolo s-a predat Armatei Populare Iugoslave la 11 mai la trei zile după capitularea Germaniei, care a marcat sfârșitul oficial al celui de-Al Doilea Război Mondial în Europa.
Tot personalul Prinz Eugen luat prizonier de armata iugoslavă a fost apoi ucis. Majoritatea au fost executati în masă, fără proces, eliminati printr-o varietate de metode imediat după predarea lor. Uciderile, care nu au fost niciodată pedepsite, au fost ordonate de comandanții iugoslavi locali, aparent acționând direct împotriva instrucțiunilor stricte ale lui Tito de a reține prizonierii în lagărele de prizonieri și de a-i verifica de eventuali criminali de război. În 2010, în apropierea satului sloven Brežice a fost deschisă o groapă comună mare care conținea rămășițele a aproximativ 2.000 de soldați Prinz Eugen; soldații fuseseră dezbrăcați, legați împreună cu un fir de telefon și împușcați, trupurile lor fiind îngropate într-un șanț după o execuție sumară, în masă, pe 22 mai 1945. Mulți dintre membrii familiei soldaților se numărau printre zecile de mii de civili locali care au pierit în mâinile forțelor iugoslave în timpul curățării etnice a populațiilor de limbă germană din Europa de Est.
Pierderea jurnalului de război al diviziei, probabil prin distrugere intenționată, a cauzat lacune semnificative atât în istoriografia diviziei în sine, cât și în campania mai largă iugoslavă. :14

## Crime de război
Divizia era infamă pentru brutalitatea ei. La 6 august 1946, în timpul sesiunii de dimineață de la Procesele de la Nürnberg, s-a spus că „Divizia a 7-a SS, Prinz Eugen, este renumită pentru cruzimea sa” și că „oriunde a trecut - prin Serbia, prin Bosnia și Herțegovina, prin Lika și Banija sau prin Dalmația - peste tot în urma sa, divizia a lăsat scene de conflagrație și devastare, precum și trupurile de bărbați, femei și copii nevinovați care fuseseră arși în case”.
- La sfârșitul lui septembrie 1942, membrii SS Prinz Eugen au ucis 18 civili sârbi în satele de pe muntele Rogozna. De asemenea, unitatea a furat grâu și a forțat oamenii să lucreze în mine, pe drumuri și căi ferate, indiferent de etnie[26]
- Germanii și bulgarii au comis represalii împotriva populației civile și au ars mai multe sate în timpul operațiunii anti-cetnice Kopaonik. Satul Kriva Reka, locația cartierului general al lui Keserović, a avut cel mai mult de suferit: 120 de civili au fost închiși în biserica satului și arși de vii de membrii Diviziei a 7-a SS. În alte sate din Kopaonik au fost uciși 300 de civili; în satele de pe Muntele Goč au fost executați 250 de civili.
- Cercetătorii Institutului de Istorie din Karlovac au stabilit un număr de 276 de locuitori civili din zona Karlovac, uciși de Divizia a 7-a SS în timpul Operațiunii Weiss I în ianuarie 1943.[27] [28] [29] În februarie, divizia a condus, împreună cu Divizia 369 Infanterie (croată) și Divizia 717 Infanterie, un asalt asupra Grmeč. Aproximativ 15.000 de civili au spart liniile inamice împreună cu partizanii, dar cei rămași în urmă au fost uciși fără milă. O altă dramă a fost atacul asupra unei coloane de refugiați a avut loc la sfârșitul lunii februarie lângă Resanovci, în timpul Operațiunii Weiss II, rezultând în sute de victime. Potrivit investigației oficiale postbelice, cele trei divizii au fost responsabile pentru 3.370 de civili uciși și pentru alți 1.722 deportați în lagărele de concentrare în timpul Operațiunii Weiss.[30]
- La sfârșitul lunii mai și începutul lunii iunie 1943, în timpul operațiunii Schwarz, divizia a ucis un număr mare de civili și prizonieri de război. În satele bosniace și sârbe Dub, Bukovac, Miljkovac, Duba și Rudinci, precum și în zona Piva din Muntenegru, toți locuitorii capturați au fost uciși, indiferent de vârstă sau sex. Numărul total al victimelor din aceste sate a fost în jur de 400.[31]
- La 12 iulie, în satul musulman bosniac Rotimlja, lângă Stolac, Divizia a 7-a SS a ucis 66 de civili, dintre care 25 aveau mai puțin de 15 ani.[32] În aceeași zi, alte unități ale diviziei au ucis 68 de civili, 36 mai tineri de15 ani, în satul musulman Košutica, lângă Sokolac.[33]
- În timpul înaintării către Split, în perioada 17-30 septembrie 1943, divizia a ucis 230 de locuitori din satele croate din zonele Imotski, Sinj și Split.[34] După capturarea Splitului, divizia a executat 48 de ofițeri italieni și trei generali (generalul Salvatore Pelligra, comandantul artileriei Corpului XVIII, generalul Angelo Policardi, comandantul pionierilor Corpului XVIII și generalul Alfonso Cigala Fulgosi, comandantul Brigăzii a 17-a Litoral).[35] Pe 5 noiembrie, divizia a executat 25 de ostatici în Sinj, ca răzbunare pentru pierderi.[36]
- Batalionul 2 al Regimentului 14 SS al diviziei a ucis 1.525 de civili în perioada 26-30 martie 1944, în satele de lângă Kamešnica, lângă Split, într-o acțiune sub comanda Corpului al V-lea SS.[37]

De asemenea, a comis numeroase atrocități în zona Nikšić din Muntenegru:
Ei au ars tot ce le-a ieșit în cale, au ucis și jefuit. Ofițerii și soldații diviziei SS Prinz Eugen au comis crime de o cruzime înfiorătoare în această ocazie. Victimele au fost împușcate, înjunghiate, torturate sau arse de vii în casele incendiate. Dacă o victimă nu era găsită în casa sa, ci pe drum sau în câmp, la o anumită distanță, era ucisă și arsă acolo. Pruncii împreună cu mamele lor, femeile însărcinate și bătrânii slabi au fost de asemenea uciși. Pe scurt, fiecare civil întâlnit de aceste trupe în satele respective a fost ucis. În multe cazuri, familii întregi care nu se așteptau la un astfel de tratament sau care nu au avut timp să fugă și au rămase liniștite în casele lor au fost anihilate și ucise. În multe cazuri, familii întregi au fost aruncate în casele incendiate și astfel au fost arse de vii. S-a stabilit în urma investigațiilor că 121 de persoane, în mare parte femei, inclusiv 30 de persoane cu vârste între 60 și 92 de ani și 29 de copii cu vârste cuprinse între 6 luni și 14 ani, au fost executate în modul îngrozitor descris mai sus. Satele [urmează lista satelor] au fost arse și făcute una cu pământul.

## Comandanți

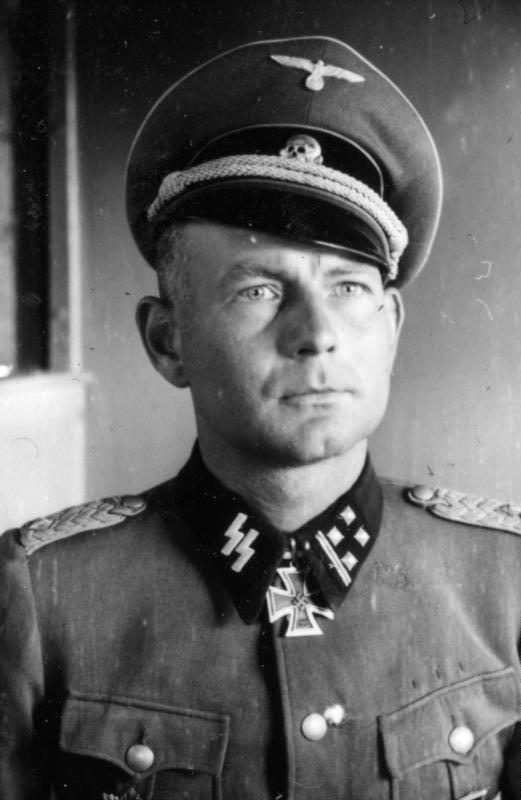
Otto Kumm ca SS- Obersturmbannführer (locotenent colonel) în martie 1943. Kumm a comandat Divizia a 7-lea SS în unele dintre cele mai grele lupte ale sale în 1944 și a încheiat războiul cu Crucea de Cavaler a Crucii de Fier cu frunze de stejar și săbii.

Următorii ofițeri au comandat divizia:
- SS-Gruppenführer und Generalleutnant der Waffen-SS Artur Phleps (30 ianuarie 1942 – 15 mai 1943)
- SS-Brigadeführer und Generalmajor der Waffen-SS Karl von Oberkamp (15 mai 1943 – 30 ianuarie 1944)
- SS-Brigadeführer und Generalmajor der Waffen-SS Otto Kumm (30 ianuarie 1944 – 20 ianuarie 1945)
- SS-Brigadeführer und Generalmajor der Waffen-SS August Schmidhuber (20 ianuarie 1945 – 8 mai 1945)

Din cei patru comandanți ai diviziei, unul (Phleps) a fost ucis în luptă, doi dintre ei au fost condamnați la moarte prin spânzurare și executați la Belgrad 1947, iar al patrulea (Kumm) a reușit să evite extrădarea în Iugoslavia fugind peste zidul lagărului de internare de la Dachau. 

## Distincții
Câțiva membri au fost decorați cu înalte distincții militare germane, inclusiv o cruce de cavaler a Crucii de Fier cu frunze de stejar și săbii acordată SS-Brigadeführer și generalmajor der Waffen-SS Otto Kumm când era comandantul diviziei. Printre cei care au primit Crucea Cavalerului de Fier în cadrul diviziei se numărau primul comandant al diviziei, Artur Phleps, și alți cinci comandanți de regimente sau batalioane. Unul dintre aceștia a primit distincția post-mortem.

## Compoziție etnică
La data de 20 februarie 1944, într-un raport privind compoziția etnică a diviziei, s-au constatat următoarele:
- 8,5% germani din Reich

- 91,5% etnici germani (Volksdeutsche) 
  - 53,6% etnici germani din Banat și Serbia
  - 21,3% etnici germani din România
  - 11,24% etnici germani din Croația
  - 2,92% etnici germani din Slovacia
  - 2,57% etnici germani din Ungaria
  - 0,006% etnici germani din alte grupuri

La acea dată, divizia avea 392 de ofițeri, 1.901 subofițeri, 18.985 de militari și 1.381 de persoane în batalioane economice, însumând 22.659 de persoane.

## Organizare
- SS-Freiwilligen-Gebirgs-Jäger-Regiment 13 „Artur Phleps“
- SS-Freiwilligen-Gebirgs-Jäger-Regiment 14 „Skanderbeg“ (rămașițele 21. Waffen-Gebirgs-Division der SS „Skanderbeg“⁠(d))
- SS-Freiwilligen-Gebirgs-Artillerie-Regiment 7
  - SS-Panzer-Abteilung 7
  - SS-Gebirgs-Panzerjäger-Abteilung 7
  - SS-Sturmgeschütz-Abteilung 7
  - SS-Kavallerie-Abteilung 7
  - SS-Kradschützen-Bataillon 7
  - SS-Freiwilligen-Gebirgs-Aufklärungs-Abteilung 7
    - SS-Panzer-Aufklärungs-Zug

  - SS-Radfahr-Bataillon 7
  - SS-Radfahr-Aufklärungs-Abteilung 7
  - SS-Gebirgs-Pionier-Bataillon 7
  - SS-Flak-Abteilung 7
  - SS-Gebirgs-Nachrichten-Abteilung 7
  - SS-Wirtschafts-Bataillon 7
    - SS-Nachschub-Kompanie 7

  - SS-Sanitäts-Abteilung 7
    - Stab SS-Sanitäts-Abteilung 7
    - 1. Gebirgs-Sanitäts-Kompanie 7
    - 2. Gebirgs-Sanitäts-Kompanie 7
    - Stab Lazarett-Abteilung 7
      - Lazarett-Abteilung 7

    - 1. Kranken-Kraftwagen-Zug 7
    - 2. Kranken-Kraftwagen-Zug 7
    - Kranken-Karren-Zug 7
    - Gebirgs-Kranken-Tragtier-Kompanie 7
    - Gebirgs-Kranken-Träger-Kompanie 7

  - SS-Freiwilligen-Gebirgs-Veterinär-Kompanie 1/7 und 2/7
  - SS-Freiwilligen-Gebirgs-Kriegsberichter-Zug 7
    - SS-Propaganda-Zug

  - SS-Feldgendarmerie-Trupp 7
  - SS-Instandsetzungs-Abteilung 7
  - SS-Wehrgeologisches Bataillon
- Divisionstruppen 7
  - SS-Feldersatz-Bataillon 7

## Nume alternative
- Freiwilligen-Gebirgs-Division
- SS-Freiwilligen-Division Prinz Eugen
- SS-Freiwilligen-Gebirgs-Division Prinz Eugen
- 7.SS-Freiwilligen-Gebirgs-Division Prinz Eugen